# Феррейра, Бисмарк
Бисмарк де Араужо Феррейра (порт. Bismark de Araújo Ferreira; 12 июля 1993, Барбалья, Бразилия) — бразильский футболист, полузащитник клуба «Португеза».

## Карьера
Бисмарк начинал свою карьеру в клубе «Барбалья». В 2011 году Феррейра перешёл в команду «Икаса». Выступая за «Икасу», отправился в аренду в молодёжный состав легендарного клуба «Сан-Паулу». Однако, в именитом клубе игроку задержаться не удалось. Спустя год аренды, Феррейра отправился в «Луверденсе», в котором и дебютировал на профессиональном уровне в Серии C. В 2014 году игрок вернулся в родной «Икасу», и за сезон сыграл 20 матчей и забил два гола.